# 소씨 (쓰시마)
소씨(일본어: 宗氏 소시[*])는 과거 일본에서 쓰시마국(対馬国)을 지배했던 슈고(守護)・센고쿠 다이묘(戦国大名)이다. 하타 우지(秦氏)의 먼 후손인 고레무네 우지(惟宗氏)의 지족이지만, 무로마치 시대(室町時代) 중기 무렵부터는 헤이안 시대의 무장 다이라노 도모모리(平知盛)를 조상으로 하는 간무 헤이시(桓武平氏)로 자처했다.

## 역사
12세기경에 쓰시마국의 재청관인으로써 대두하였고, 현지 최대의 세력이었던 아비루씨(阿比留氏)를 멸하고 쓰시마 전역을 손안에 넣었다. 고레무네 씨의 재청관인이 무사화되면서 묘지로써 소(宗)를 사용한 것이 고문서에 실려 있다.
13세기 고려와 몽골(원)의 연합군이 일본을 공격했을 당시에는 일본의 국경 방위를 맡아, 소 스케쿠니(宗助国)가 분전 끝에 전사하였으나, 그 뒤로도 쓰시마 안에서 소씨는 여전히 그 세력을 유지하였다. 난보쿠초 시대(南北朝時代)에 소 모리쿠니(宗盛国)가 쇼니씨(少弐氏)의 슈고다이(守護代)로써 무로마치 막부(室町幕府)로부터 쓰시마국의 지배를 승인받았다. 나아가 쇼니 씨가 슈고직에서 해임되고 진제이 탄다이(鎮西探題) 성립과 함께 이마가와씨(今川氏)가 쓰시마 슈고(対馬守護)가 되었으나, 이마가와 씨가 해임된 뒤에는 소 스미시게(宗澄茂)가 슈고다이로써 슈고직을 이어받았다.
쓰시마섬은 원래 산지가 많고, 농경지가 적어 소씨는 조선과의 교역에서 나오는 이익에 의존해야 했다. 무로마치 시대 초기에는 사이고쿠(西国)의 다이묘(大名)、상인、쓰시마의 여러 세력들이 독자적으로 교역을 행했으나, 차츰 소 씨 본종가가 조선의 왜구 정책 등을 이용해 독점적 지위를 굳혀갔다.
센고쿠 시대에는 몇 번이나 규슈(九州) 본토로의 진출을 꿈꾸었으나 모리씨・시마즈씨・오토모씨・류조지씨에 막혀 진출에 곤란을 겪었고, 도요토미 히데요시(豊臣秀吉)의 규슈 정벌에서는 히데요시를 따라 그 공으로 영지 지배권을 받았다. 임진왜란(일본명 분로쿠 · 게이초의 역)에서는 소 요시토시(宗義智)가 고니시 유키나가(小西行長)를 따라 종군해 부산성(釜山城)・한성(漢城)・평양성(平壌城)을 공략해 함락시키는 등 일본군 선봉으로 조선과 명의 연합군에 맞서 싸웠으며, 전투 뿐 아니라 장인 유키나가와 함께 일본측의 외교를 맡아 행하기도 했다.
세키가하라 전투에서는 서군에 속했지만 소 씨가 가진 조선과의 관계를 중시해 전투 뒤에도 본래 영지를 유지할 수 있었고, 훗날 조선과의 국교 재개에 전력을 기울인 공을 인정받아 쓰시마의 국주(国主)・10만 석의 가격(家格)을 얻어, 조선과의 독점적 교역을 인정받았다. 에도 시대(江戸時代)에는 쓰시마 후추 번(対馬府中藩)의 번주(藩主)가 되어 산킨코타이(参勤交代)로 3년에 한 번 에도에 출사했고, 에도에 저택이 주어졌으며 쓰시마 후추(府中, 이즈하라厳原)와의 사이를 다이묘의 예로 오갈 수 있었다.
그 뒤 개역당하는 일도 없이 메이지 유신(明治維新)까지 단절되는 일 없이 이어졌고, 유신 뒤에는 화족(華族)으로 편입되어 1884년(메이지 17년)에 백작(伯爵)이 되었다. 본래대로라면 현미(번 본래의 쌀의 수입) 5만 석 이하인 후추 번은 자작(子爵)이 되어야 했지만, 과거 조선과의 교역을 담당했던 점과 10만 석격이 감안되어 백작위가 수여되었다고 한다.

## 역대 당주
(＊무로마치 시대의 일부 당주는 아시카가 쇼군가(20대 요시토시(義智, 데루카게昭景 → 요시토시吉智)는 다시 히데요시)로부터 이름 한 글자를 받기도 했다)
1. 시게히사(重尚)
2. 스케쿠니(助国)
3. 모리아키라(盛明)
4. 모리쿠니(盛国)
5. 쓰네시게(経茂)
6. 요리시게(頼茂)
7. 요리시게(賴茂) - 형부소보 요리시게(刑部少輔頼茂)라고도 함.
8. 사다시게(貞茂)
9. 사다모리(貞盛)
10. 시게요시(成職) - 쇼군 아시카가 요시나리(足利義成, 훗날의 요시마사義政)로부터 이름 한 글자를 받음.
11. 사다쿠니(貞国)
12. 무라모리(材盛) - 초명은 모리사다(盛貞)로 쇼군 아시카가 요시무라(足利義材, 훗날의 요시타네義稙)에게서 한 글자를 받음.
13. 요시모리(義盛) - 초명은 모리즈미(盛順)로 쇼군 아시카가 요시타네(足利義稙)에게서 이름 한 글자를 받음. 조선에서 일어난 삼포왜란 발발 때의 당주였다.
14. 모리나가(盛長)
15. 마사모리(将盛)
16. 하루야스(晴康) - 초명은 사다히사(貞尚)로, 사다야스(貞泰)로 이름을 바꾸었다가 다시 쇼군 아시카가 요시하루(足利義晴)에게서 이름 한 글자를 받아 하루시게(晴茂)로 바꾸었다. 뒤에 다시 하루야스로 변경.
17. 요시시게(義調) - 아시카가 요시후지(足利義藤, 훗날의 요시테루義輝)로부터 이름 한 글자를 받음.
18. 시게히사(茂尚)
19. 요시즈미(義純) - 쇼군 아시카가 요시아키(足利義昭)로부터 이름 한 글자를 받음.
20. 요시토시(義智) - 처음에는 쇼군 요시아키로부터 이름 한 글자를 받아 아키카게(昭景), 나중에 도요토미 히데요시(豊臣秀吉)로부터 이름 한 글자를 받아 요시카게(吉智)로 바꾸었다(1587년~1588년 사이에는 양부인 17대 요시시게가 당주로 복귀하기도)
21. 요시나리(義成)
22. 요시자네(義真)
23. 요시쓰구(義倫)
24. 요시미치(義方)
25. 요시노부(義誠)
26. 미치히로(方熈)
27. 요시유키(義如)
28. 요시아리(義蕃)
29. 요시나가(義暢)
30. 기치사부로 요시카쓰(猪三郎義功)
31. 후슈 요시카쓰(富寿義功)
32. 요시카타(義質)
33. 요시아키라(義章)
34. 요시요리(義和)
35. 요시타쓰(義達, 시게마사重正)
36. 시게모치(重望)
37. 다케유키(武志)
38. 다쓰히토(立人)

## 같이 보기
- 조선 통신사